# Fielding Bible Award
Pour les articles homonymes, voir Bible.

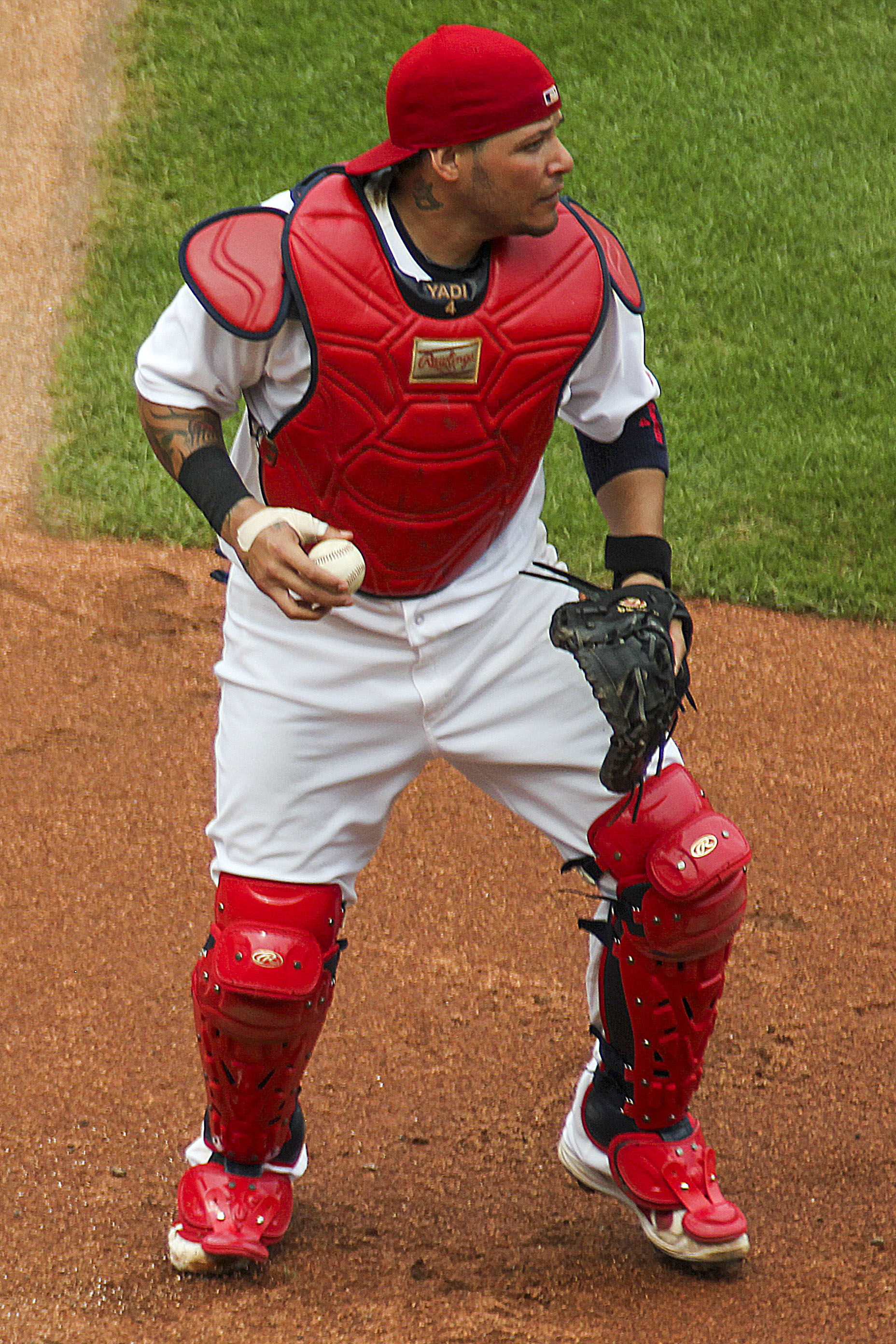
Yadier Molina, gagnant de six Fielding Bible Awards au poste de receveur.

Le Fielding Bible Award ou Prix Fielding Bible est une récompense remise depuis 2006 aux joueurs des Ligues majeures de baseball s'étant le plus illustrés en défensive.
De 2006 à 2013, neuf prix sont remis chaque année, un pour chaque position sur le terrain. En 2014, un 10e prix annuel est ajouté, le « multi-position » pour un joueur s'illustrant à plus d'un poste sur le terrain.
Les Fielding Bible Awards se veut une alternative aux Gants dorés, le prix accordé par la MLB aux joueurs jugés les plus méritants en défensive.

## Histoire
Les Fielding Bible Awards sont créés en 2006 par John Dewan et votés après chaque saison de la Ligue majeure de baseball par un panel de 10 personnes. Parmi ceux-ci, on retrouve l'historien, auteur et pionnier de la sabermétrie, Bill James, ainsi que des journalistes ou des analystes ayant une bonne connaissance de cette approche statistique récente. Le prix offre une alternative aux Gants dorés votés annuellement par la Ligue majeure de baseball et sujet à des critiques depuis plusieurs années. Dewan est un auteur ayant publié le livre The Fielding Bible (La bible de la défensive), traitant justement d'une nouvelle approche pour mesurer la qualité défensive des joueurs de baseball, un aspect du jeu que les statistiques traditionnelles ont plutôt négligé au profit des statistiques offensives. On retrouve aussi en 2011 au sein du panel d'électeurs l'ancien joueur professionnel devenu analyste d'ESPN Doug Glanville, l'analyste Peter Gammons, le journaliste de Sports Illustrated Joe Posnanski et l'auteur et journaliste d'ESPN Rob Neyer. Une attention particulière est portée à la capacité d'un joueur à aider son équipe à limiter le nombre de points accordés à l'adversaire, plutôt qu'au simple nombre d'erreurs défensives lui étant créditées au cours d'une saison.
Plusieurs observateurs estiment que le Gant doré (Golden Glove Award) ne récompense pas réellement les meilleurs joueurs défensifs et que le processus menant au choix des gagnants est biaisé, car largement subjectif et peu basé sur des mesures statistiques. Les Gants dorés sont votés par des instructeurs et des managers qui ne voient les joueurs adverses qu'un nombre très limité de fois (parfois six fois ou moins) dans une saison. De plus, beaucoup croient le vote souvent remporté par des joueurs plus populaires, ayant meilleure réputation, ou s'illustrant surtout en offensive, un aspect du jeu qui se remarque davantage que la fiabilité en défensive. Le joueur d'arrêt-court Derek Jeter, un vétéran respecté, gagnant de plusieurs championnats et jouant pour les Yankees de New York, l'une des franchises obtenant le plus de couverture médiatique, a remporté cinq Gants dorés au cours de sa carrière alors que d'aucuns estiment qu'il ne figurait même pas parmi les 10 meilleurs joueurs à l'arrêt-court à la réception de son dernier prix en 2010.
Enfin, certaines erreurs ont été remarquées dans la sélection des gagnants du Gant doré depuis la remise initiale du prix en 1957 : par exemple en 1999, Rafael Palmeiro remporte le Gant doré du meilleur joueur de premier but défensif alors qu'il ne joue que 34 matchs sur 162 à cette position, jouant autant de parties dans le rôle du frappeur désigné, un poste qui par définition interdit d'évoluer en défensive. Pour éviter qu'un athlète ne soit élu à une position qui n'est pas réellement la sienne, une liste de candidats à chaque position est soumise aux 10 personnes choisissant les gagnants des Fielding Bible et ils doivent choisir parmi eux.
Les personnalités appelées à choisir les gagnants doivent remettre leur bulletin de vote dans les heures suivant la fin de la saison régulière de la Ligue majeure de baseball. Les gagnants des Fielding Bible Awards sont dévoilés fin octobre ou début novembre au terme des séries éliminatoires de la Ligue majeure de baseball, et quelques jours avant la remise par la ligue des Gants dorés. Les bulletins de vote sont rendus publics et les choix de chaque électeur dévoilés, contrairement aux Gants dorés. Les Fielding Bible ne remettent qu'un prix par position pour l'ensemble des Ligues majeures, tandis qu'un Gant doré est décerné à chaque position à un joueur de la Ligue nationale et un de la Ligue américaine de baseball. Enfin, autre différence notable : les Fielding Bible Awards, à l'opposé des Gants dorés, font une distinction entre les trois postes au champ extérieur. Un prix est donc remis pour un voltigeur de gauche, un joueur de champ centre et un voltigeur de droite, plutôt qu'à trois voltigeurs indépendamment  de leur position au champ extérieur. En 2014, un 10e prix est ajouté, pour un joueur « multi-position », c'est-à-dire qui s'illustre défensivement à plus d'un poste sur le terrain. Les prouesses défensives de Lorenzo Cain, premier lauréat de ce nouveau prix, provoquent cette annonce, puisque le joueur des Royals de Kansas City alterne entre le champ centre et le champ droit, le privant du nombre minimum requis de manches jouées à une même position qui permet d'être finaliste pour l'un des 9 prix déjà existants.

## Liste des gagnants

Les neuf positions en défensive sur un terrain de baseball.

Entre parenthèses, le nombre de prix reçus par les gagnants multiples.
| Année | Position | Gagnant et équipe(s) |
| ----- | --- | --- |
| 2006  | Lanceur Receveur Premier but Deuxième but Troisième but Arrêt-court Champ gauche Champ centre Champ droit                | Greg Maddux, Cubs de Chicago et Dodgers de Los Angeles Iván Rodríguez, Tigers de Détroit Albert Pujols, Cardinals de Saint-Louis Orlando Hudson, Diamondbacks de l'Arizona Adrián Beltré, Mariners de Seattle Adam Everett, Astros de Houston Carl Crawford, Devil Rays de Tampa Bay Carlos Beltrán, Mets de New York Ichiro Suzuki, Mariners de Seattle                                                              |
| 2007  | Lanceur Receveur Premier but Deuxième but Troisième but Arrêt-court Champ gauche Champ centre Champ droit                | Johan Santana, Twins du Minnesota Yadier Molina, Cardinals de Saint-Louis Albert Pujols (2), Cardinals de Saint-Louis Aaron Hill, Blue Jays de Toronto Pedro Feliz, Giants de San Francisco Troy Tulowitzki, Rockies du Colorado Eric Byrnes, Diamondbacks de l'Arizona Andruw Jones, Braves d'Atlanta Alex Ríos, Blue Jays de Toronto                                                                                |
| 2008  | Lanceur Receveur Premier but Deuxième but Troisième but Arrêt-court Champ gauche Champ centre Champ droit                | Kenny Rogers, Tigers de Détroit Yadier Molina (2), Cardinals de Saint-Louis Albert Pujols (3), Cardinals de Saint-Louis Brandon Phillips, Reds de Cincinnati Adrián Beltré, Mariners de Seattle Jimmy Rollins, Phillies de Philadelphie Carl Crawford (2), Rays de Tampa Bay Carlos Beltrán (2), Mets de New York Franklin Gutiérrez, Indians de Cleveland                                                            |
| 2009  | Lanceur Receveur Premier but Deuxième but Troisième but Arrêt-court Champ gauche Champ centre Champ droit                | Mark Buehrle, White Sox de Chicago Yadier Molina (3), Cardinals de Saint-Louis Albert Pujols (4), Cardinals de Saint-Louis Aaron Hill (2), Blue Jays de Toronto Ryan Zimmerman, Nationals de Washington Jack Wilson, Pirates de Pittsburgh et Mariners de Seattle Carl Crawford (2), Rays de Tampa Bay Franklin Gutiérrez (2), Mariners de Seattle Ichiro Suzuki (2), Mariners de Seattle                             |
| 2010  | Lanceur Receveur Premier but Deuxième but Troisième but Arrêt-court Champ gauche Champ centre Champ droit                | Mark Buehrle (2), White Sox de Chicago Yadier Molina (4), Cardinals de Saint-Louis Daric Barton, Athletics d'Oakland Chase Utley, Phillies de Philadelphie Evan Longoria, Rays de Tampa Bay Troy Tulowitzki, Rockies du Colorado Brett Gardner, Yankees de New York Michael Bourn, Astros de Houston Ichiro Suzuki (3), Mariners de Seattle                                                                           |
| 2011  | Lanceur Receveur Premier but Deuxième but Troisième but Arrêt-court Champ gauche Champ centre Champ droit                | Mark Buehrle (3), White Sox de Chicago Matt Wieters, Orioles de Baltimore Albert Pujols (5), Cardinals de Saint-Louis Dustin Pedroia, Red Sox de Boston Adrián Beltré (3), Rangers du Texas Troy Tulowitzki (3), Rockies du Colorado Brett Gardner (2), Yankees de New York Austin Jackson, Tigers de Détroit Justin Upton, Diamondbacks de l'Arizona                                                                 |
| 2012  | Lanceur Receveur Premier but Deuxième but Troisième but Arrêt-court Champ gauche Champ centre Champ droit                | Mark Buehrle (4), Marlins de Miami Yadier Molina (5), Cardinals de Saint-Louis Mark Teixeira, Yankees de New York Darwin Barney, Cubs de Chicago Adrián Beltré (4), Rangers du Texas Brendan Ryan, Mariners de Seattle Alex Gordon, Royals de Kansas City Mike Trout, Angels de Los Angeles Jason Heyward, Braves d'Atlanta                                                                                           |
| 2013  | Lanceur Receveur Premier but Deuxième but Troisième but Arrêt-court Champ gauche Champ centre Champ droit                | R. A. Dickey, Blue Jays de Toronto Yadier Molina (6), Cardinals de Saint-Louis Paul Goldschmidt, Diamondbacks de l'Arizona Dustin Pedroia (2), Red Sox de Boston Manny Machado, Orioles de Baltimore Andrelton Simmons, Braves d'Atlanta Alex Gordon (2), Royals de Kansas City Carlos Gómez, Brewers de Milwaukee Gerardo Parra, Diamondbacks de l'Arizona                                                           |
| 2014  | Lanceur Receveur Premier but Deuxième but Troisième but Arrêt-court Champ gauche Champ centre Champ droit Multi-position | Dallas Keuchel, Astros de Houston Jonathan Lucroy, Brewers de Milwaukee Adrian Gonzalez, Dodgers de Los Angeles Dustin Pedroia (3), Red Sox de Boston Josh Donaldson, Athletics d'Oakland Andrelton Simmons (2), Braves d'Atlanta Alex Gordon (3), Royals de Kansas City Juan Lagares, Mets de New York Jason Heyward (2), Braves d'Atlanta Lorenzo Cain, champ centre et champ droit, Royals de Kansas City          |
| 2015  | Lanceur Receveur Premier but Deuxième but Troisième but Arrêt-court Champ gauche Champ centre Champ droit Multi-position | Dallas Keuchel (2), Astros de Houston Buster Posey, Giants de San Francisco Paul Goldschmidt (2), Diamondbacks de l'Arizona Ian Kinsler, Tigers de Détroit Nolan Arenado, Rockies du Colorado Andrelton Simmons (3), Braves d'Atlanta Starling Marte, Pirates de Pittsburgh Kevin Kiermaier, Rays de Tampa Bay Jason Heyward (3), Cardinals de Saint-Louis Ender Inciarte, champ extérieur, Diamondbacks de l'Arizona |
| 2016  | Lanceur Receveur Premier but Deuxième but Troisième but Arrêt-court Champ gauche Champ centre Champ droit Multi-position | Dallas Keuchel (3), Astros de Houston Buster Posey (2), Giants de San Francisco Anthony Rizzo, Cubs de Chicago Dustin Pedroia (4), Red Sox de Boston Nolan Arenado (2), Rockies du Colorado Andrelton Simmons (4), Angels de Los Angeles Starling Marte (2), Pirates de Pittsburgh Kevin Pillar, Blue Jays de Toronto Mookie Betts, Red Sox de Boston Javier Báez, champ intérieur, Cubs de Chicago                   |
| 2017  | Lanceur Receveur Premier but Deuxième but Troisième but Arrêt-court Champ gauche Champ centre Champ droit Multi-position | Dallas Keuchel (4), Astros de Houston Martín Maldonado, Angels de Los Angeles Paul Goldschmidt (3), Diamondbacks de l'Arizona DJ LeMahieu, Rockies du Colorado Nolan Arenado (3), Rockies du Colorado Andrelton Simmons (5), Angels de Los Angeles Brett Gardner (3), Yankees de New York Byron Buxton, Twins du Minnesota Mookie Betts (2), Red Sox de Boston Javier Báez (2), champ intérieur, Cubs de Chicago      |
| 2018  | Lanceur Receveur Premier but Deuxième but Troisième but Arrêt-court Champ gauche Champ centre Champ droit Multi-position | Zack Greinke, Diamondbacks de l'Arizona Jeff Mathis, Diamondbacks de l'Arizona Matt Olson, Athletics d'Oakland Kolten Wong, Cardinals de Saint-Louis Matt Chapman, Athletics d'Oakland Andrelton Simmons (6), Angels de Los Angeles Alex Gordon (4), Royals de Kansas Lorenzo Cain (2), Brewers de Milwaukee Mookie Betts (3), Red Sox de Boston Javier Báez (2), champ intérieur, Cubs de Chicago                    |
| 2019  | Lanceur Receveur Premier but Deuxième but Troisième but Arrêt-court Champ gauche Champ centre Champ droit Multi-position | |
| 2020  | Lanceur Receveur Premier but Deuxième but Troisième but Arrêt-court Champ gauche Champ centre Champ droit Multi-position | |
| 2021  | Lanceur Receveur Premier but Deuxième but Troisième but Arrêt-court Champ gauche Champ centre Champ droit Multi-position | |
| 2022  | Lanceur Receveur Premier but Deuxième but Troisième but Arrêt-court Champ gauche Champ centre Champ droit Multi-position | |

## Joueurs les plus récompensés

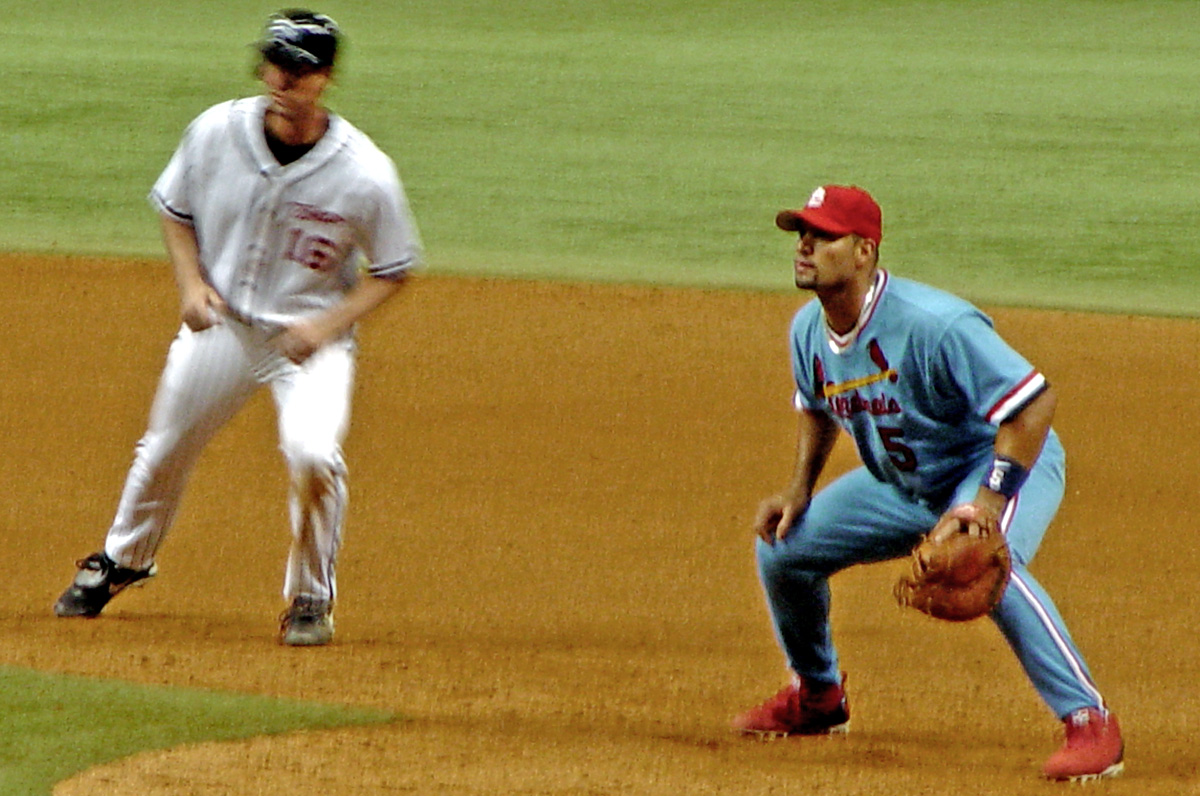
Albert Pujols (à droite), gagnant de cinq Fielding Bible Awards au poste de premier but.

### Au total
- Yadier Molina : 6
- Albert Pujols : 5
- Andrelton Simmons : 5

### Par position
- Lanceur : Mark Buehrle et Dallas Keuchel (4)
- Receveur : Yadier Molina (6)
- Joueur de premier but : Albert Pujols (5)
- Joueur de deuxième but : Dustin Pedroia (4)
- Joueur de troisième but : Adrián Beltré (4)
- Arrêt-court : Andrelton Simmons (5)
- Champ gauche : Carl Crawford (3), Brett Gardner et Alex Gordon (3)
- Champ centre : Carlos Beltrán (2)
- Champ droit : Jason Heyward (3) et Ichiro Suzuki (3)
- Multi-position : Javier Báez (2)